# Władysław Janicki
Władysław Janicki (ur. 27 maja 1953 w Poznaniu, zm. 12 czerwca 2014 tamże) – polski tancerz i choreograf.

## Życiorys
Ukończył Państwową Szkołę Baletową w Poznaniu. Od razu zatrudniony w Polskim Teatrze Tańca w Poznaniu przez Conrada Drzewieckiego. Tańczył w następujących baletach wyreżyserowanych przez Drzewieckiego: Cudowny mandaryn, Divertimento, Sonata na dwa fortepiany, Modus vivendi, Epitafium dla Don Juana, Odwieczne pieśni, Krzesany i Zemsta. Od 1978 we Wrocławiu. Zagrał w Sporze i Hamlecie u Henryka Tomaszewskiego. Od 1979 w Operze Wrocławskiej. Od 1982 ponownie w Polskim Teatrze Tańca w Poznaniu (Yesterday). Od lat 90. XX wieku zajmuje się choreografią i reżyserią, a mniej tańczy. Debiut choreograficzny nastąpił prawdopodobnie w 1982 (Teatr Kalambur we Wrocławiu, spektakl Spartalino w reżyserii Bogusława Litwińca). W 1986 stworzył choreografię do spektaklu Trzy świnki w poznańskim Teatrze Lalki i Aktora Marcinek, z którym związał się na stałe, współpracując w tym okresie m.in. z Januszem Ryl-Krystianowskim i Krystyną Meissner. Stworzył choreografię dla następujących sztuk: Czerwony Kapturek, Pierścień i róża, Bulwar czarownic, Ja, Feuerbach, Ribidi, Rabidi, Knoll, Szałaputki, Bajka o czasie, Bajka o szczęściu i Calineczka. Dla Teatru Lalek Rabcio w Rabce stworzył przedstawienie Piękna i Bestia (ostatnie dzieło, premiera - 28 kwietnia 2014). 

## Nagrody i wyróżnienia
- 1993: Wyróżnienie za opracowanie ruchu scenicznego w spektaklu Rycerz niezłomny na XVI Ogólnopolskim Festiwalu Teatrów Lalek w Opolu
- 1996: Nagroda Wojewody Toruńskiego za choreografię do przedstawienia Zaczarowane jezioro w Teatrze im. Wiliama Horzycy w Toruniu
- 1997: Nagroda za choreografię do przedstawienia Rycerz niezłomny na II Bienniale Lalki w Lublinie
- 2004: Wyróżnienie honorowe za choreografię do przedstawienia Kopciuszek na XI Międzynarodowych Toruńskich Spotkaniach Teatrów Lalek
- 2007: Nagroda za choreografię do przedstawień: Pozytywka i Stoi na stacji lokomotywa na XXIII Ogólnopolskim Festiwalu Teatrów Lalek w Opolu